# Marcel Meunier
Marcel François Alexandre Meunier (Durnal, 23 augustus 1904 - Namen, 15 januari 1972) was een Belgisch volksvertegenwoordiger en senator.

## Levensloop
Meunier was beroepshalve bediende bij de Belgische spoorwegen.
Tijdens de Tweede Wereldoorlog trad hij toe tot het Verzet. Hij werd opgepakt en naar Buchenwald gestuurd. Daar behoorde hij, met onder meer minister Eugène Soudan en Gaston Hoyaux, tot een kleine kern die een socialistische groepje vormde voor onderlinge bijstand binnen het kamp.
In 1946 werd hij gemeenteraadslid in Ciney en hetzelfde jaar werd hij verkozen tot socialistisch volksvertegenwoordiger voor het arrondissement Dinant, een mandaat dat hij vervulde tot in 1949. Hij werd toen verkozen tot senator voor het arrondissement Namen-Dinant en dit mandaat oefende hij uit tot hij op 8 december 1953 ontslag nam.